# إد بيرد (مستكشف)
إد بيرد (بالإنجليزية: Ed Baird) هو مستكشف أمريكي، ولد في 17 مايو 1958 في سانت بيترسبرغ في الولايات المتحدة.

## وصلات خارجية
- إد بيرد على موقع الاتحاد الدولي للملاحة الشراعية (موقع جديد) (الإنجليزية)
- إد بيرد على موقع الاتحاد الدولي للملاحة الشراعية (موقع قديم) (الإنجليزية)